# Protivanov (přírodní památka)
Protivanov je přírodní památka nacházející se poblíž stejnojmenného městysu v okrese Prostějov. Chráněné území o rozloze 2,6923 ha je ve správě Krajského úřadu Olomouckého kraje, který tuto přírodní památku vyhlásil 20. března 2012. Uvedená oblast je zároveň zapsána na seznamu Evropsky významných lokalit.

## Geografická poloha
Chráněné území se nachází asi 0,5 km severozápadně od městysu Protivanov v údolí Protivanovského potoka v nadmořské výšce 594 – 620 metrů. Z geomorfologického hlediska území přináleží do celku Drahanské vrchoviny.

## Předmět ochrany
Důvodem ochrany je biotop modráska bahenního (Phengaris nausithous). Podmínkou zachování a zlepšení stavu tohoto motýla je uchování výskytu krvavce totenu (Sanguisorba officinalis), který je živnou rostlinou modráska.

## Fotogalerie

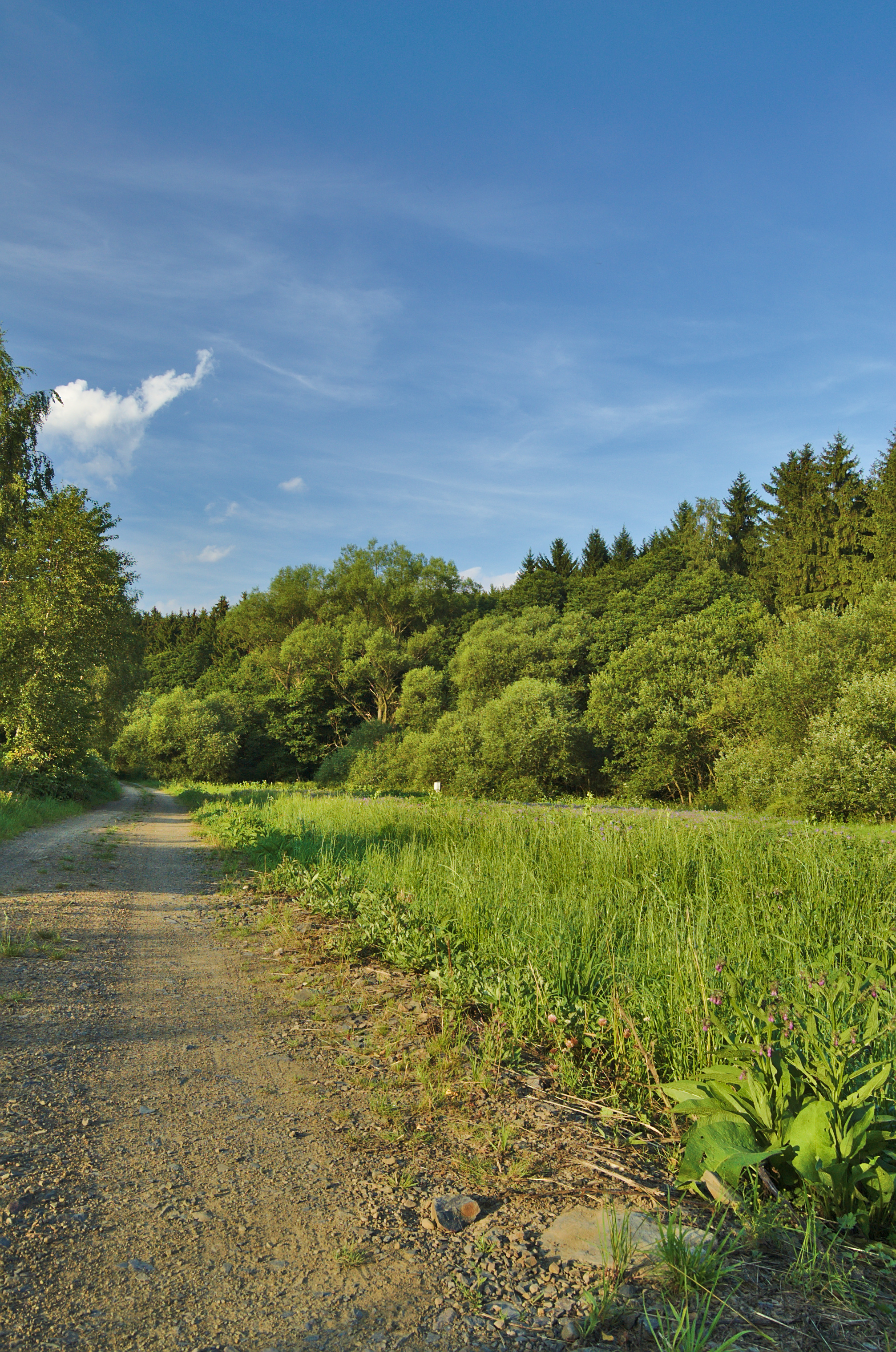
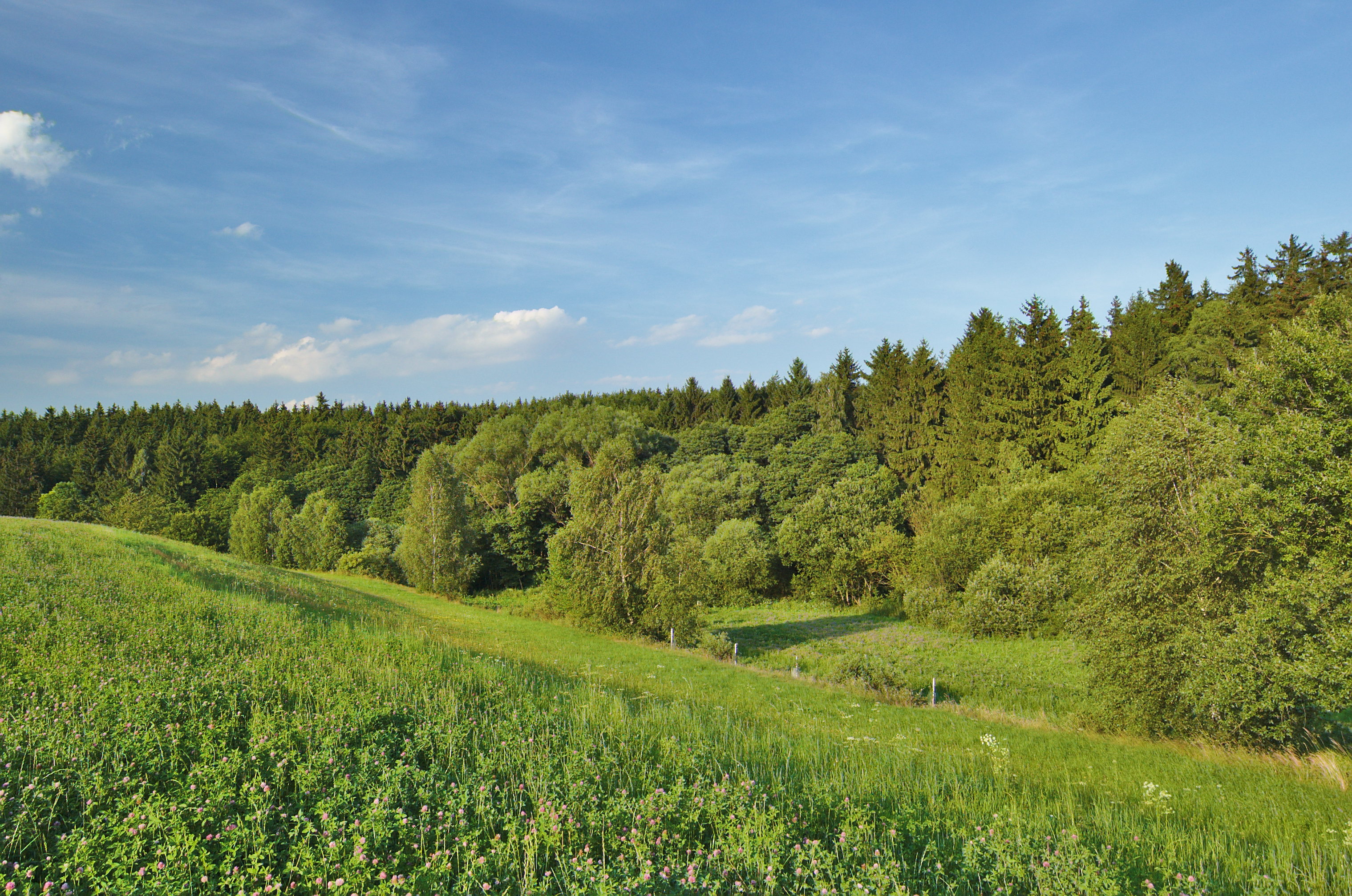
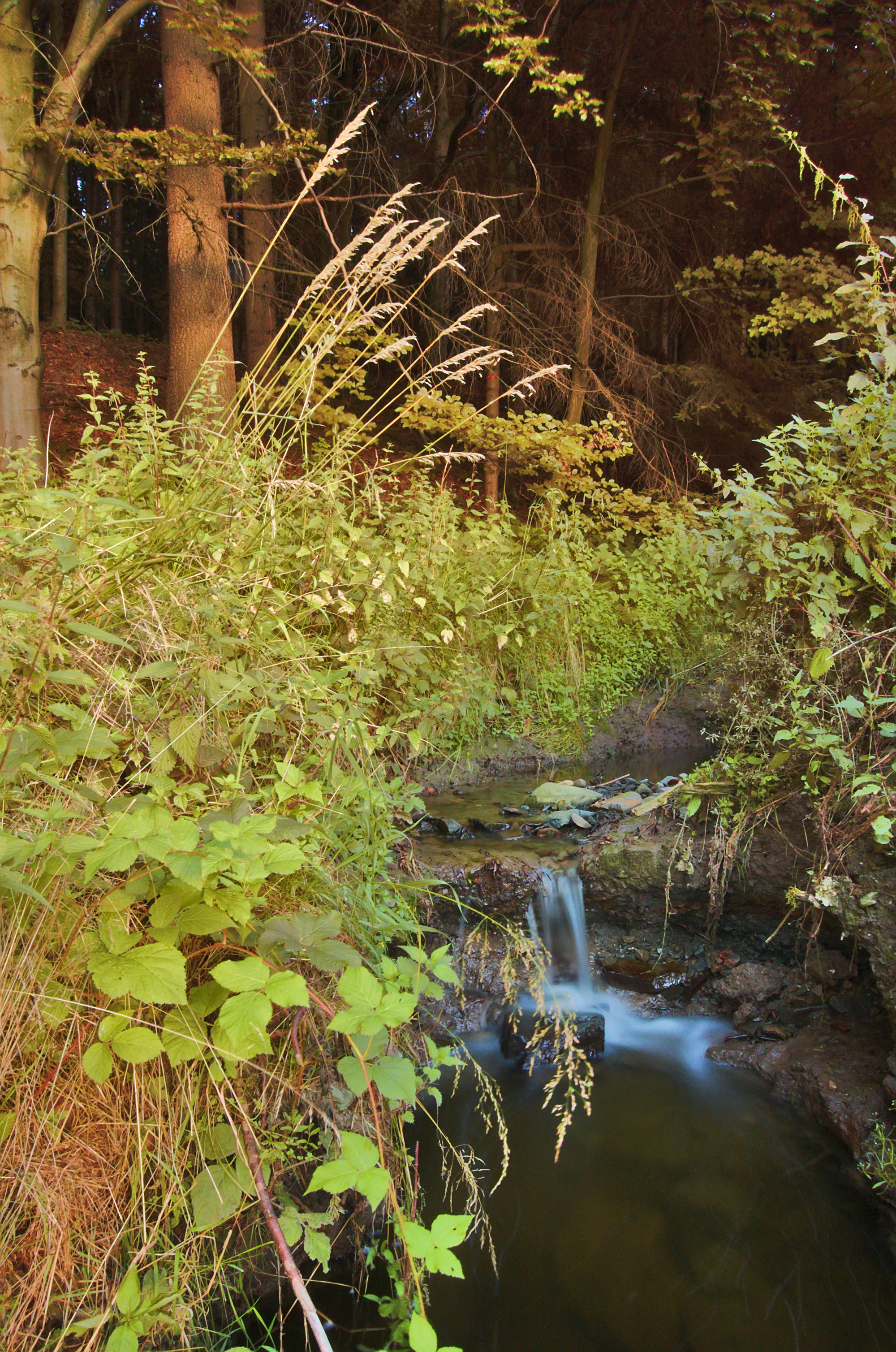
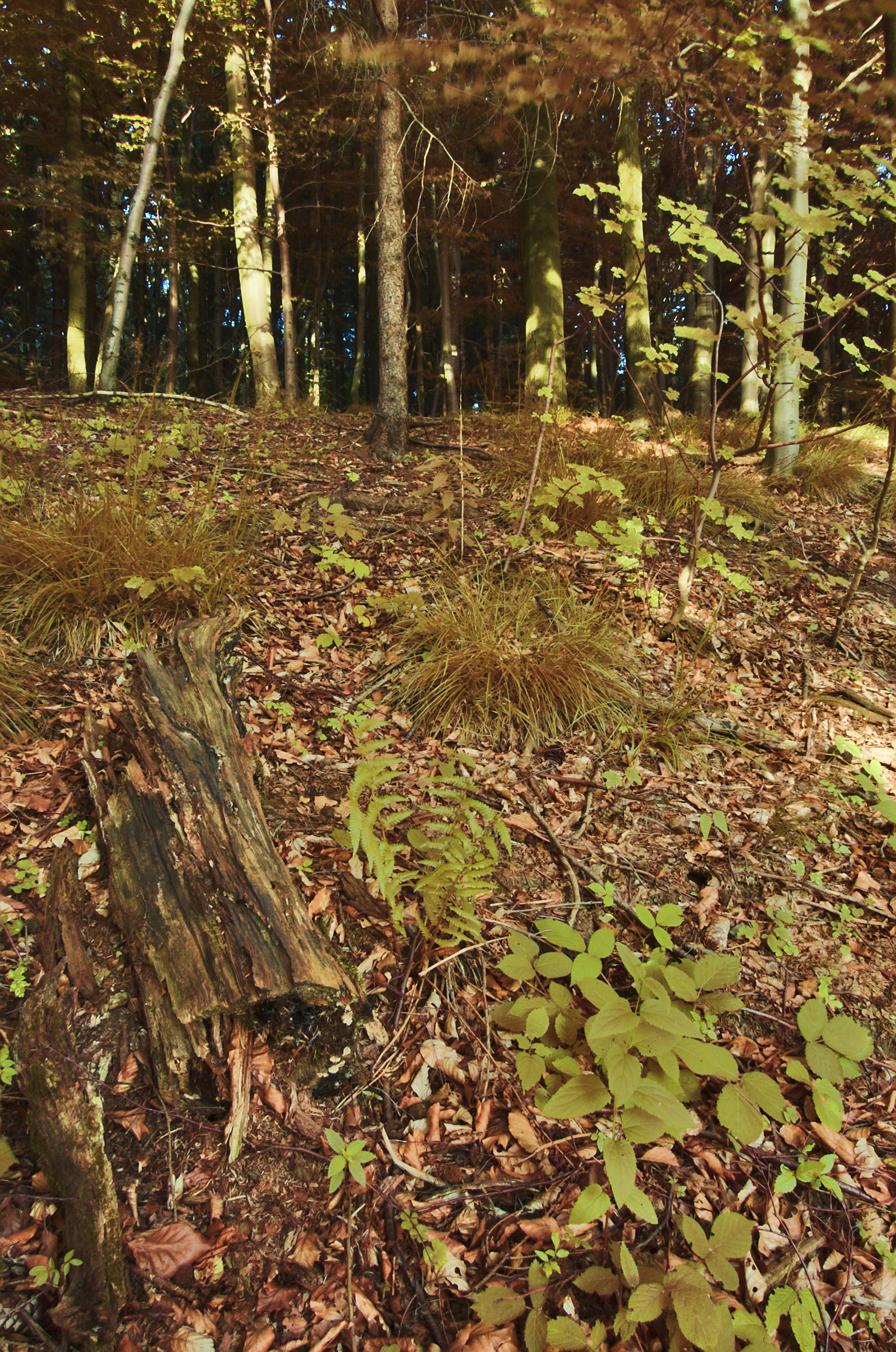